# 巴尔斯河畔布列勒
巴爾斯河畔布列勒（法語：Briel-sur-Barse，法語發音：[bʁijɛl syʁ baʁs]）是法国奥布省的一个市镇，属于特鲁瓦区。

## 地理
巴尔斯河畔布列勒（48°12'35"N, 4°21'21"E）面积12.45 平方千米，位于法国大東部大區奥布省，该省份为法国中北部省份，北起马恩省，西接塞纳-马恩省，西南至约讷省，东南至科多尔省，东临上马恩省。
与巴尔斯河畔布列勒接壤的市镇（或旧市镇、城区）包括：马罗勒莱巴伊、梅尼勒圣佩尔、蒙蒂耶拉梅、巴尔斯河畔蒙特勒伊、谢讷新城、维利昂特罗德。

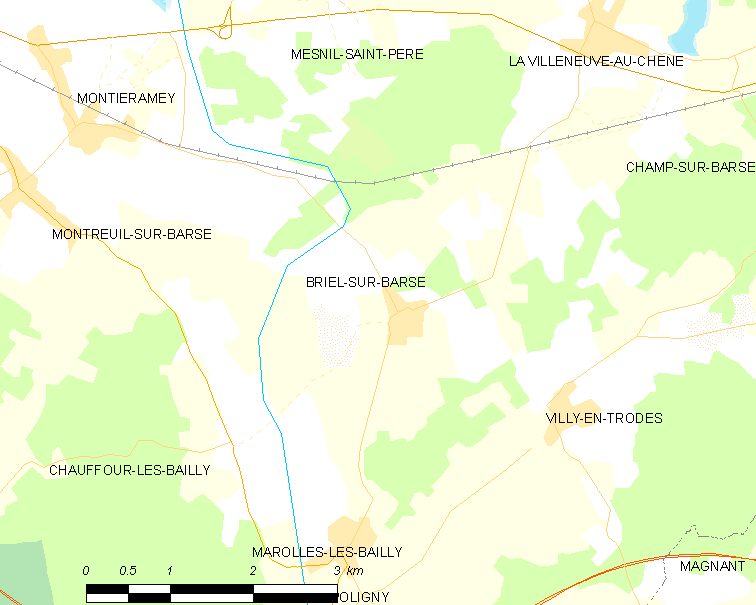
巴尔斯河畔布列勒的OSM定位图

巴尔斯河畔布列勒的时区为UTC+01:00、UTC+02:00（夏令时）。

## 行政
巴尔斯河畔布列勒的邮政编码为10140，INSEE市镇编码为10062。

## 政治
巴尔斯河畔布列勒所属的省级选区为塞纳河畔巴尔县。

## 人口

1962-2008年间巴尔斯河畔布列勒人口变化图示

巴尔斯河畔布列勒于2022年1月1日时的人口数量为196人。